# Bornylacetaat
Bornylacetaat is een monoterpeen-ester die in de etherische olie van een aantal planten voorkomt. De olie uit de wortel van echte valeriaan bevat er veel van, evenals de naaldolie van zilversparren en andere coniferen. De stof heeft een geur van dennen- of cederhout.

## Structurele eigenschappen
Bornylacetaat is de ester van azijnzuur en borneol. Het is een chirale molecule met drie asymmetrische koolstofatomen. Het komt zowel in optisch actieve vorm voor als in de vorm van een racemaat.

## Toepassingen
Bornylacetaat en zijn isomeer isobornylacetaat worden gebruikt als geur- en smaakstof in de parfumerie en als voedingsadditief. Het wordt veel gebruikt in samenstellingen met dennengeur voor zeep, badproducten en luchtverfrissers.